# Diphtherieepidemie in Nome

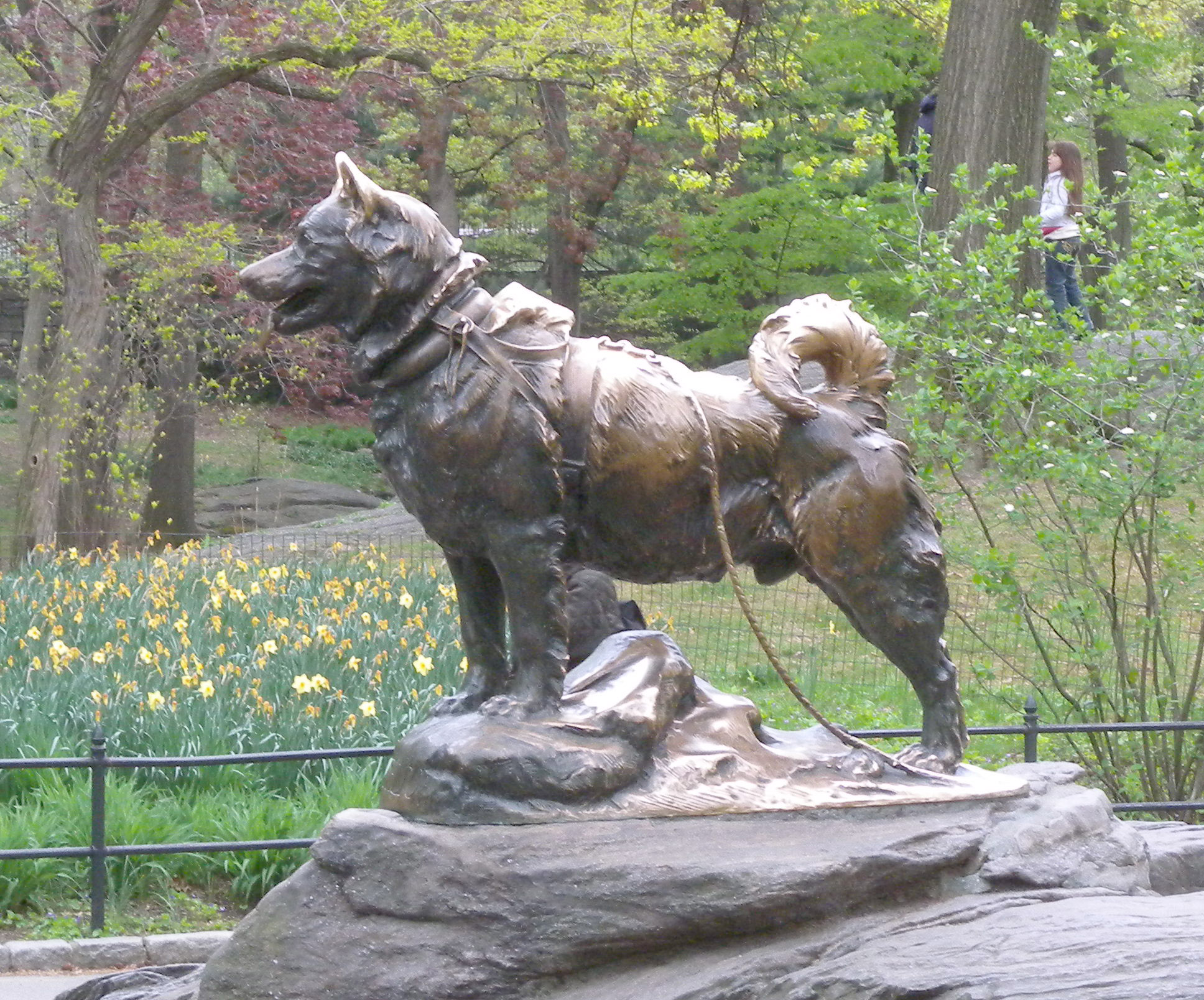
Von Frederick Roth gestaltetes Denkmal für Balto, den Leithund von Gunnar Kaasen auf der letzten Etappe der Staffel, im Central Park von New York

Anfang 1925 brach in der kleinen Stadt Nome im entlegenen Nordwesten Alaskas eine Diphtherieepidemie aus. Die einzige Möglichkeit, Medikamente in die eingeschneite, von zugefrorenem Meer umgebene Stadt zu bringen, waren Hundeschlitten. Der Staffellauf von 20 Mushern und ihren Schlittenhunden über 1085 km von Nenana nach Nome innerhalb von fünfeinhalb Tagen ging als Serum Run to Nome oder auch Great Race of Mercy in die Geschichte ein.
Die Musher und ihre Hunde genossen große Aufmerksamkeit in dem damals neuen Medium Radio, und Zeitungen in den gesamten Vereinigten Staaten berichteten über den Verlauf des Serumtransports. Balto, der Leithund des Gespanns, das die letzte Etappe nach Nome zurücklegte, wurde mit einer Statue im New Yorker Central Park geehrt.
In der heutigen Wahrnehmung wird häufig ein Zusammenhang zwischen dem Serum Run und dem Iditarod-Hundeschlittenrennen gesehen. Letzteres wurde in seiner ursprünglichen Ausrichtung allerdings ohne Bezug zum Serum Run als ehrendes Gedenken an den historischen Iditarod Trail und die Männer und Hundeschlittengespanne, die ihn befuhren, durchgeführt. Nur das letzte Stück der Route des Iditarod ab Kaltag führt über die gleiche Strecke wie der Serum Run.

## Geschichte
Zu Zeiten des Goldrausches zu Beginn des 20. Jahrhunderts betrug die Einwohnerzahl von Nome 20.000. Mit 455 Indianern und 975 europäischen Siedlern war es 1925 noch immer die größte Stadt im nördlichen Alaska. Von November bis Juli ist das Beringmeer vor dem Hafen an der Südküste der Seward-Halbinsel zugefroren und für Schiffe nicht zu erreichen. In den 1930ern begannen „Buschpiloten“ die entlegene Stadt zu versorgen, 1925 war jedoch noch der Hundeschlitten die einzige Transportmöglichkeit durch das Binnenland Alaskas. Die Verbindung zur Außenwelt stellte in den Wintermonaten der 1510 km lange Iditarod Trail zum eisfreien Hafen von Seward am Golf von Alaska dar. Post wurde von Seward zunächst mit der Bahn nach Nenana, südwestlich von Fairbanks, gebracht und von dort mit Hundeschlitten über 1085 km innerhalb von etwa 25 Tagen nach Nome weitertransportiert.

### Die Epidemie von 1925
Mit Curtis Welch hatten Nome und das Umland 1925 nur einen Arzt zur Verfügung, der von vier Krankenschwestern im Maynard Columbus Hospital unterstützt wurde. Im Sommer 1924 hatten die vorrätigen Diphtherie-Antitoxine ihr Haltbarkeitsdatum überschritten, aber die in Juneau angeforderte Nachlieferung traf nicht vor dem Zufrieren des Beringmeers in Nome ein.

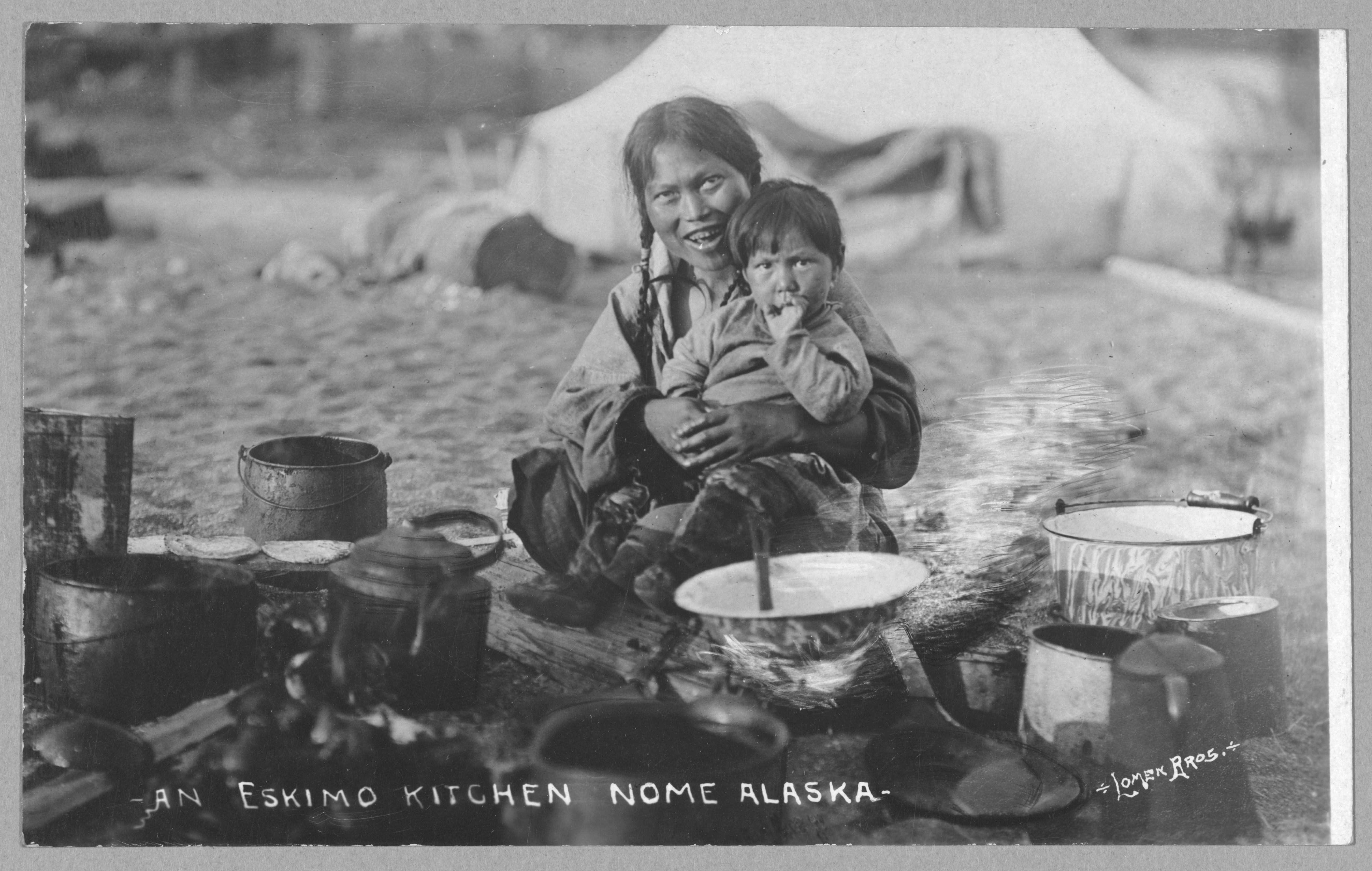
Ureinwohner in Nome 1916

Kurz nachdem das letzte Schiff, die Alameda, Nome vor Wintereinbruch verlassen hatte, zeigte ein zweijähriges Indianerkind aus dem nahe gelegenen Dorf Holy Cross erste Symptome einer Diphtherieinfektion. Der Arzt schloss jedoch Diphtherie zunächst aus, weil im Umfeld des Kindes niemand Anzeichen der hoch ansteckenden Krankheit zeigte, und diagnostizierte eine Mandelentzündung. Das Kind starb am folgenden Tag, und im Verlauf der nächsten Wochen kam es zu drei weiteren Todesfällen. Am 20. Januar 1925 wurde bei dem dreijährigen Bill Barnett die erste eindeutige Diphtheriediagnose gestellt. Welch verabreichte das Antitoxin jedoch nicht, weil er befürchtete, das abgelaufene Medikament könnte den Jungen zu sehr schwächen. Dieser starb am nächsten Tag. Am 21. Januar spritzte der Arzt dann der siebenjährigen Bessie Stanley, die Diphtherie im fortgeschrittenen Stadium hatte, 6000 der vorrätigen 80000 Einheiten, doch das Mädchen starb noch am selben Tag.
Am Abend des 21. Januar wurde unter Bürgermeister George Maynard eine Krisensitzung anberaumt, in der die Stadt unter Quarantäne gestellt wurde. Welch gab an, er benötige eine Million Einheiten des Antitoxins, um eine Epidemie verhindern zu können. Am 22. Januar telegrafierte Welch an das United States Army Signal Corps und warnte alle Siedlungen Alaskas vor dem Gesundheitsrisiko. Ein weiteres Telegramm ging an den U.S. Public Health Service in Washington, in dem er den dringenden Bedarf an Antitoxin meldete.
Während der folgenden Tage kam es zu zwei weiteren Todesfällen und 20 diagnostizierten Erkrankungen. Etwa 10.000 Menschen lebten zu dieser Zeit im möglichen Ansteckungsgebiet im nordwestlichen Alaska. Die Sterberate der angesteckten Personen lag bei annähernd 100 %.

### Die Planung der Hilfsaktion
Mark Summers, Gesundheitsinspektor der Hammon Consolidated Gold Fields, schlug zum Transport des Antitoxins eine Staffel aus zwei Hundeschlitten vor. Einer sollte das Serum von Nenana (einer aus dem Süden Alaskas mit der Bahn erreichbaren Stadt) nach Nulato auf halbem Wege nach Nome liefern. Ein zweiter, von Nome gestarteter Schlitten, sollte die Medikamente dort in Empfang nehmen und zurück auf die Seward-Halbinsel bringen. Als Musher des Schlittens, der von Nome starten sollte, war der Norweger Leonhard Seppala mit seinem Leithund Togo vorgesehen, dem auf Grund seiner Erfahrung die Strecke von zweimal 507 km nach Nulato und zurück zugetraut wurde.
Bürgermeister Maynard votierte dafür, das Antitoxin einfliegen zu lassen. Erst ein Jahr zuvor hatte der erste Winterflug in Alaska stattgefunden. Carl Ben Eielson war mit einer De Havilland DH-4 des U.S. Postal Services acht Mal zwischen Fairbanks und McGrath gependelt, hatte dabei aber keine größeren Distanzen als 418 km zurückgelegt und dabei mehrfach notlanden müssen. Die tiefste Temperatur während eines der Flüge lag bei −23 °C und die dafür notwendige Winterausrüstung brachte das Flugzeug an sein Gewichtslimit.
Die einzigen Flugzeuge, die im Winter 1925 in Alaska verfügbar gewesen wären, waren drei Curtiss JN-4-Doppeldecker aus dem Ersten Weltkrieg mit offenen Cockpits und wassergekühlten Motoren, die für kalte Bedingungen ungeeignet waren. Da die üblichen Piloten der Maschinen sich während dieses Winters nicht in Alaska aufhielten, hätte auf einen unerfahrenen Piloten zurückgegriffen werden müssen.
Das Board of Health entschied sich einstimmig für die Hundeschlittenstaffel. Der U.S. Public Health Service konnte 1,1 Millionen Einheiten des Antitoxins aus Krankenhäusern an der Westküste bereitstellen. Diese wurden nach Seattle geliefert, von wo aus sie nach Alaska verschifft werden sollten. Die Alameda, das nächste Schiff nach Norden, sollte Seattle am 31. Januar erreichen und für die Fahrt nach Seward sechs bis sieben Tage benötigen. Am 26. Januar stellte das Railroad Hospital in Anchorage 300.000 Einheiten zur Verfügung, nachdem der dortige Chefchirurg John Beeson von dem Bedarf aus Nome erfahren hatte. Am 27. Januar erreichte dieser Vorrat Nenana. Er würde nicht ausreichen, die Epidemie zu beenden, aber sie würde damit bis zum Eintreffen der Hauptlieferung in Schach gehalten werden können.
Die Temperaturen im Binnenland Alaskas erreichten im Winter 1925 mit −45 °C einen 20-Jahres-Tiefststand. Gouverneur Scott Cordelle Bone gab Befehl, eine Staffel der besten Musher und Hundegespanne für die Strecke nach Nulato aufzustellen, die Tag und Nacht bis zur Übergabe des Serums an Seppala unterwegs sein sollte.

### Die erste Staffel

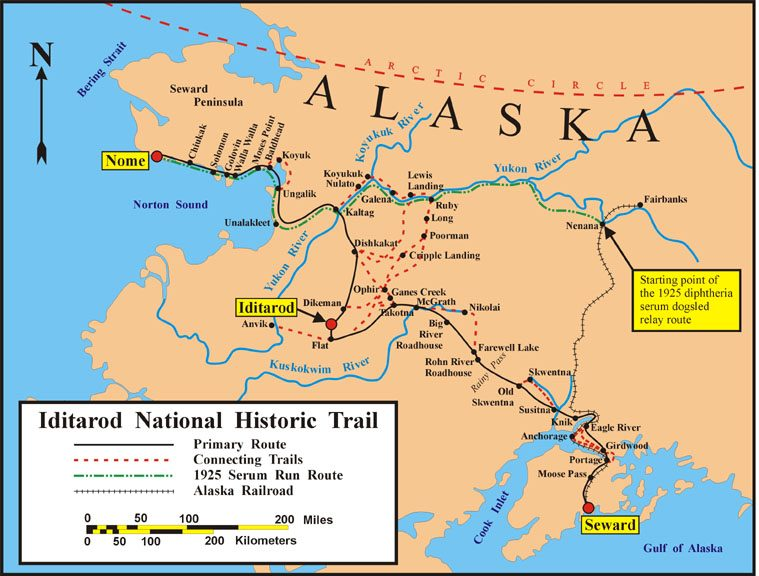
Verlauf der Route des Serum Run von Nenana nach Nome

Die Poststrecke von Nenana nach Nome verlief durch das Alaska Interior, zunächst für 220 km dem Tanana River und dann für 370 km dem Yukon folgend und dann durch die Wälder und über die Hochebenen der Kuskokwim Mountains bis Kaltag, gefolgt von 145 km durch die Kaltag Portage, dem Tal des Unalakleet River in den Nulato Hills, bis Unalakleet am Norton Sound. Von dort aus folgte die Route für 335 km, von denen 68 über das Packeis des Beringmeers führten, der Südküste der Seward-Halbinsel bis nach Nome.
Die Fahrer der Staffel wurden von der Northern Commercial Company per Telefon oder Telegrafie an ihre Positionen auf der Route berufen. Die meisten der Fahrer waren Athabasken. Bill Shannon nahm das 9 kg schwere Paket am 27. Januar um 21 Uhr an der Bahnstation von Nenana in Empfang und machte sich umgehend mit neun Hunden auf den Weg. Die Temperaturen lagen unter −40 °C und er musste auf dem zugefrorenen Fluss fahren, da der eigentliche Pfad durch Pferdenutzung für Hundeschlitten unbefahrbar gemacht worden war. Obwohl Shannon neben dem Schlitten herlief, um warm zu bleiben, zog er sich eine Unterkühlung zu. Er erreichte mit schweren Erfrierungen im Gesicht um 3 Uhr morgens Minto, wo er vier Stunden rastete und das Serum wärmte, das nicht einfrieren durfte. Gegen 7 Uhr nahm er drei Hunde aus dem Gespann und brach mit den verbliebenen sechs Hunden bei −52 °C wieder auf.
Edgar Kallands war in der Nacht zuvor in Minto eingetroffen, wurde jedoch nach Tolovana zurückgeschickt und war somit am Tag vor seinem Staffeleinsatz 113 km unterwegs gewesen. Um 11 Uhr erreichte Shannon Tolovana und übergab das Serum. Kallands brach bei −49 °C auf und erreichte fünf Stunden später Manley Hot Springs. Die Nachricht über die Staffel hatte mittlerweile New York und San Francisco erreicht. In Juneau waren weitere ungefähr 125.000 Einheiten des Antitoxins gefunden worden.
Nach weiteren Todesfällen in Nome wurde der Ruf nach dem Transport per Flugzeug wieder laut. Mehrere Szenarien wie das eines Flugs mit einem großen Flugzeug über 3200 km von Seattle aus wurden entwickelt. Trotz Unterstützung dieser Pläne durch diverse Politiker und auch den Polarforscher Roald Amundsen wurden sie von erfahrenen Piloten und der U.S. Navy abgelehnt.
Als Reaktion auf die Kritik an der Staffel ließ Gouverneur Bone für die zweite Hälfte des Weges, die Seppala ursprünglich allein hätte zurücklegen sollen, weitere Hundeschlitten aufbieten, um auch hier ohne Unterbrechung durchfahren zu können. Seppala war allerdings bereits unterwegs nach Nulato und konnte über die wenigen Telegrafenstationen auf seiner Route nicht erreicht werden, um ihm mitzuteilen, dass er in Shaktoolik warten solle. Ein anderer Musher sollte ihn auf der Strecke abfangen und über die neue Planung informieren.

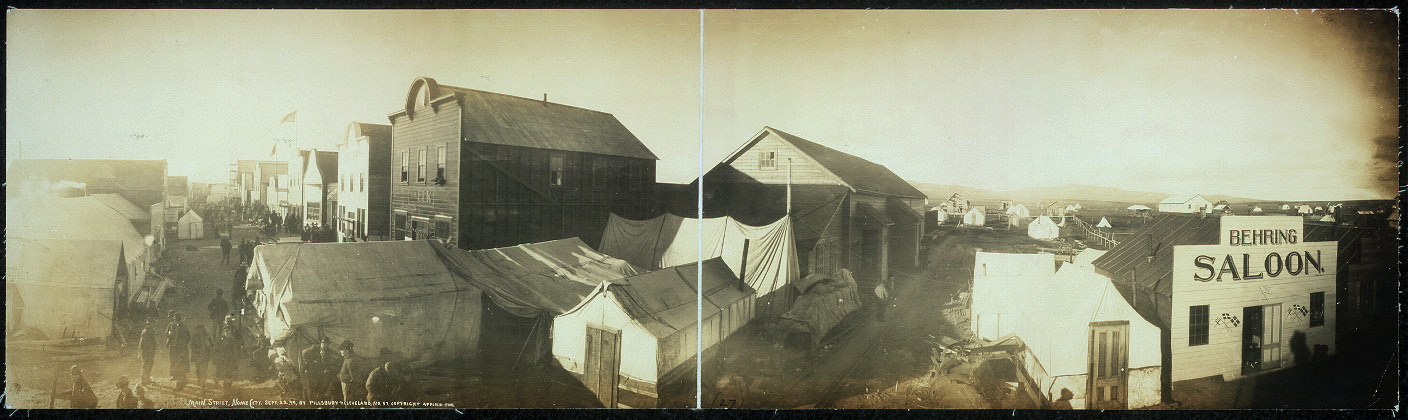
Nome im Jahr 1899

Von Manley Hot Springs wurde das Serum von acht weiteren Hundegespannen transportiert, bis es George Nollner am 30. Januar um 3 Uhr morgens in Bishop Mountain an Charlie Evans übergab. Die Temperaturen sanken bis auf −52 °C. Der Koyukuk River hatte die Eisfläche des Yukon überflutet und Evans verlor zwei Hunde durch Erfrierungen, weil er vergessen hatte, ihre Pfoten mit Hasenfell zu schützen. Er erreichte Nulato um 10 Uhr und eine halbe Stunde später machte sich Tommy Patsy mit dem Serum wieder auf den Weg.
Die Musher „Jackscrew“ und Victor Anagick brachten das Paket bis nach Unalakleet an den Norton Sound, wo am 31. Januar um 5 Uhr Myles Gonangnan übernahm und sich wegen eines aufziehenden Sturms gegen den Weg über das Packeis entschied. Bei orkanartigem Sturm und Temperaturen von −57 °C erreichte er um 15 Uhr Shaktoolik. Seppala war nicht dort, aber Henry Ivanoff wartete als Ersatz.
Seppala hatte mit seinem Hundegespann mit Leithund Togo vom 27. bis zum 31. Januar 274 km von Nome über den Norton Sound in Richtung Shaktoolik zurückgelegt und glaubte immer noch, er habe noch die 160 km bis Nulato vor sich. Ivanoffs Hundeschlitten kollidierte mit einem Rentier, unmittelbar nachdem er Shaktoolik verlassen hatte. Seppala versuchte den Sound wegen des aufziehenden Sturms zu verlassen und begegnete dabei Ivanoff, der ihn aufhalten und ihm das Serum übergeben konnte.
Seppala entschied sich, trotz des Sturms den schnelleren Weg zurück nach Nome über das offene Eis des Sound zu nehmen. Die Temperatur lag bei −35 °C, die gefühlte Temperatur auf Grund des Sturms bei −65 °C. Seppala und sein Hundegespann erreichten um 20 Uhr im Dunkeln das Roadhouse in Isaac’s Point auf der anderen Seite des Sound. An einem Tag hatten sie 135 km mit einer Durchschnittsgeschwindigkeit von 13 km/h zurückgelegt. Sie rasteten zwei Stunden und brachen dann wieder auf.
Während der Nacht erreichte der Wind Geschwindigkeiten bis zu 105 km/h. Seppala folgte zunächst der Küstenlinie, überquerte dann den Little McKinley Mountain, wobei er eine Höhe von 1500 m überwinden musste, und übergab am 1. Februar um 15 Uhr im Roadhouse von Golovin an Charlie Olsen.

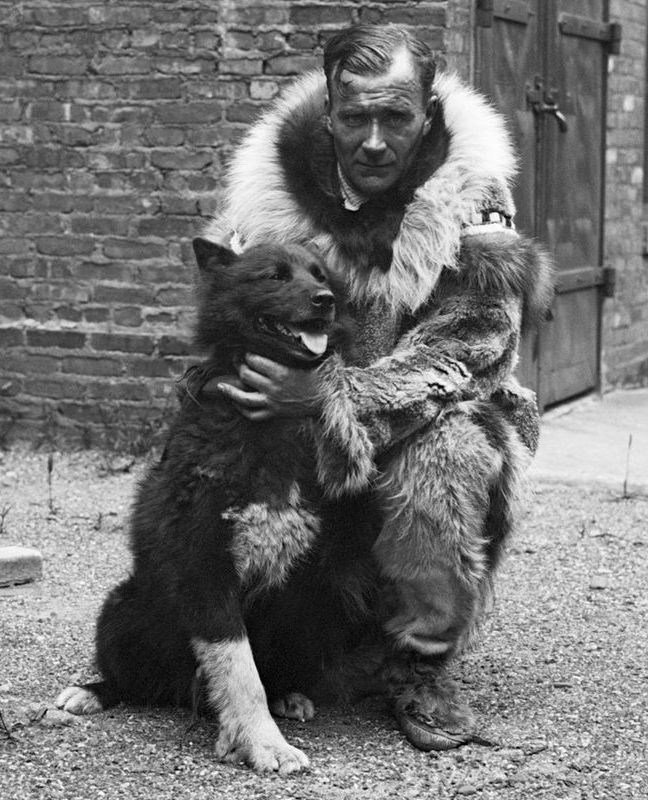
Gunnar Kaasen mit Balto ~1925

Welch wollte die Staffel unterbrechen, bis sich der Sturm gelegt hatte. Er wollte nicht den Verlust des Serums riskieren und informierte Solomon und Point Safety, bevor die Leitungen zusammenbrachen. Olsen erreichte um 19 Uhr mit schweren Erfrierungen Bluff, wo Gunnar Kaasen, der nächste Musher der Staffel, zunächst in der Hoffnung auf ein Nachlassen des Sturms bis 22 Uhr wartete, dann aber trotz stärker werdenden Sturms doch aufbrach, weil er Verwehungen auf der Strecke befürchtete.
Kaasen verpasste Solomon um 3 km, kehrte aber nicht um, als er es bemerkte, sondern fuhr weiter. Der Wind war so stark, dass sein Schlitten umkippte. Der Behälter des Serums fiel in den Schnee und Kaasen holte sich Erfrierungen an den Händen, als er im Dunkeln ohne Handschuhe danach tasten musste. Er erreichte Point Safety am 2. Februar um 3 Uhr. Ed Rohn, der Musher, der die letzte Etappe fahren sollte, hatte erwartet, dass die Staffel in Solomon aufgehalten worden war. Er hatte nicht mit seinem Einsatz gerechnet; um Vorbereitungszeit zu sparen und weil das Wetter besser wurde, machte sich Kaasen mit seinem Gespann und Leithund Balto auf die letzten 40 km nach Nome.
Um 5:30 Uhr erreichten sie die Front Street von Nome. Keine Ampulle war zerbrochen und das Serum nicht gefroren. Die Teams hatten die Strecke von 1085 km in 127,5 Stunden zurückgelegt. Seppala und sein Leithund Togo waren den Großteil der Strecke gelaufen, doch der Hund Balto wurde am Ende berühmt und bekam im Central Park in New York eine Statue.

### Die zweite Staffel
Am 31. Januar hatte die große Lieferung mit über einer Million Einheiten des Antitoxins Seattle verlassen. Welch bat um die Lieferung der Hälfte davon per Flugzeug von Fairbanks aus. Ein Testflug wurde unternommen, Gouverneur Bone gab jedoch keine Startfreigabe für die Lieferung, weil die Todesfälle in Nome zurückzugehen schienen. Die Vorbereitungen für einen Flug liefen jedoch weiter.
Am 3. Februar begann sich abzuzeichnen, dass die 300.000 Einheiten des Serums aus der ersten Lieferung die Epidemie eingedämmt und unter Kontrolle gebracht hatten. Die Lieferung aus Seattle traf am 7. Februar an Bord der Admiral Watson in Alaska ein. Gouverneur Bone gab dem öffentlichen Druck nach und genehmigte einen Flug nach Nome mit der Hälfte des neu eingetroffenen Serums. Am 8. Februar startete die zweite Hundeschlittenstaffel mit der anderen Hälfte. Der Flug musste nach mehreren Versuchen wegen technischer Probleme abgesagt werden. Unter ähnlich schwierigen Bedingungen und zum Großteil mit denselben Hundeführern wie bei der ersten Staffel erreichte die zweite am 15. Februar erneut Nome.

„Nome, das Städtchen im fernen Alaska, ist gerettet. Die Diphtherieepidemie ist dank dem Opfermut Amoonsas aus Nenana und eines Fliegers, der aus Fairbanks kam, eingedämmt. Beide brachten das so notwendige Serum. Aber man darf, wenn man die beiden Männer erwähnt, nicht der Hunde vergessen, die auf dem Schlitten das Serum und Lebensmittel nach Nome durch den schrecklichsten Schneesturm schleppten. Die Menschen sind am Leben geblieben, die Hunde sind fast alle dem kühnen Unternehmen zum Opfer gefallen. Sie erlagen den Folgen der Kälte und der Erschöpfung. Am meisten betrauert wird das Ende des berühmten Hundes Balto, der bekannt geworden war durch die wertvollen Dienste, die er Amundsen auf seinen Nordpolfahrten geleistet hatte. Balto war bei der Todesfahrt von Nenana nach Nome auch dabei. Er war der Vorläufer der Hunde, die den Schlitten zogen, und mußte seinen Kameraden den Weg durch den Schneesturm finden. […] Die dankbaren Bewohner von Nome werden Balto einen Gedenkstein errichten.“

Das Zitat zeigt auch, wie (zeittypisch) ein Heldenmythos gewoben wurde, der auch offensichtliche Falschinformationen enthält. So ist klar, dass der Hund Balto im Februar nicht "dem kühnen Unternehmen zum Opfer gefallen" sein kann, wenn er noch in den darauffolgenden Monaten eine Tournee durch die Vereinigten Staaten unternommen hat. Unklar bleibt auch nach dem wörtlichen Zitat, ob der Verfasser des oben zitierten Stücks im Neuen Wiener Journal selbst falsch informiert war oder die Falschinformation zu Zwecken der Vermarktung absichtlich eingefügt hat.

## Nachwirkungen
Alle Beteiligten an den Staffeln erhielten ein Dankesschreiben von US-Präsident Calvin Coolidge. Die Territorialregierung belohnte die Musher der ersten Staffel mit je 25 US-$.
Gunnar Kaasen, der Musher des Gespanns, das die letzte Etappe nach Nome gefahren war, wurde berühmt, zeigte sich und seinen Leithund Balto auf einer einjährigen Tournee an der Westküste der Vereinigten Staaten und spielte in einem halbstündigen Film mit dem Titel Balto’s Race to Nome. Im New Yorker Central Park wurde am 15. Dezember 1925 ein von Frederick Roth gestaltetes Denkmal für Balto enthüllt. In der Kinderbuchreihe Das magische Baumhaus wurde in Nr. 34 Das Verwunschene Einhorn / Blizzard of the Blue Moon das Denkmal erwähnt und in Nr. 52 Wettlauf der Schlittenhunde / Balto of the Blue Dawn die letzte Etappe der Hilfsaktion thematisiert.

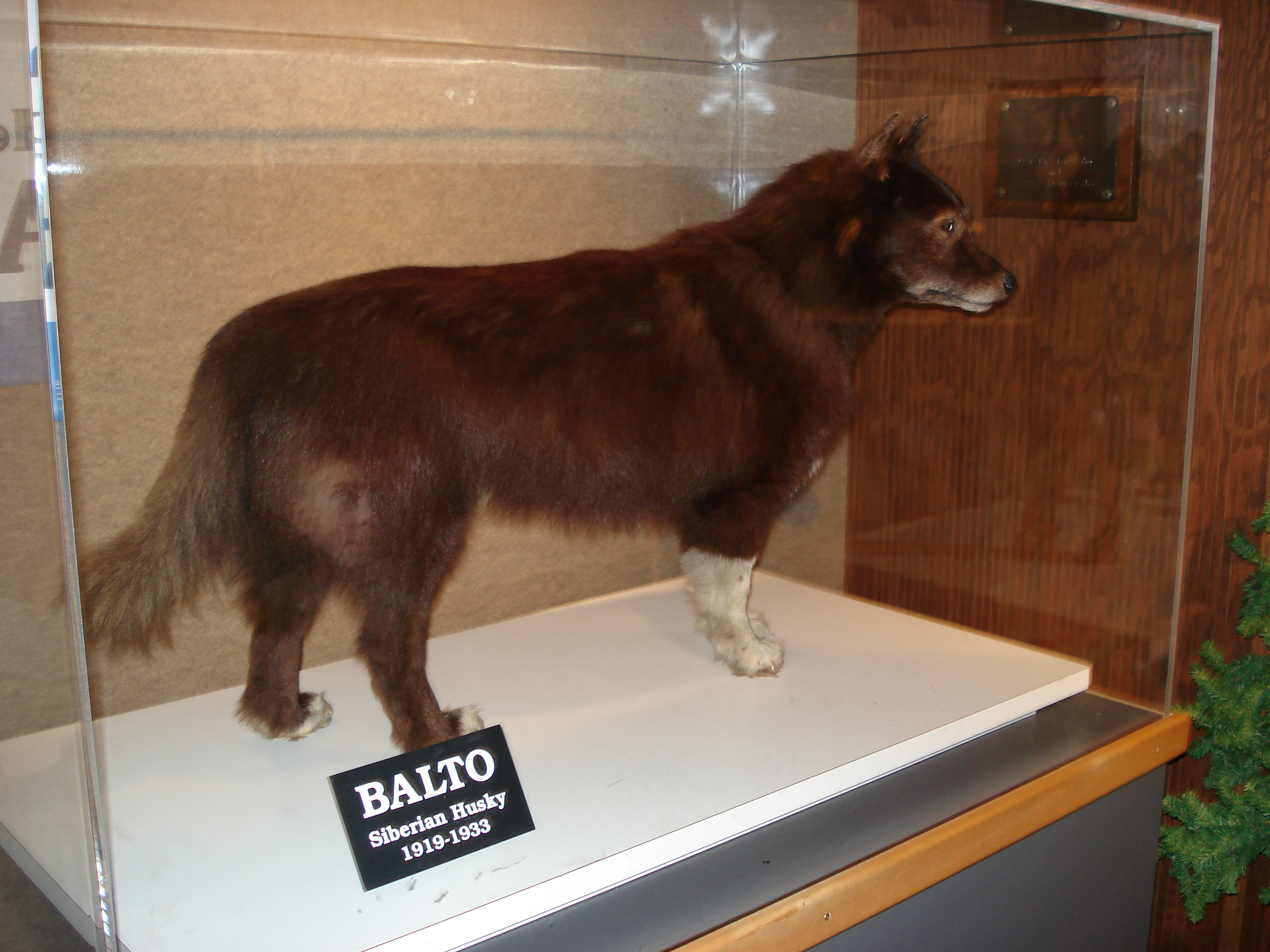
Balto im Cleveland Museum of Natural History

Balto und viele weitere Hunde der Staffeln wurden später unter widrigen Bedingungen als Attraktion präsentiert. Durch eine Spendenaktion der Kinder Clevelands konnten die Hunde ab dem 19. März 1927 ein dauerhaftes Heim im Zoo der Stadt finden. Nach Baltos Tod am 14. März 1933 wurde er präpariert und im Cleveland Museum of Natural History ausgestellt.

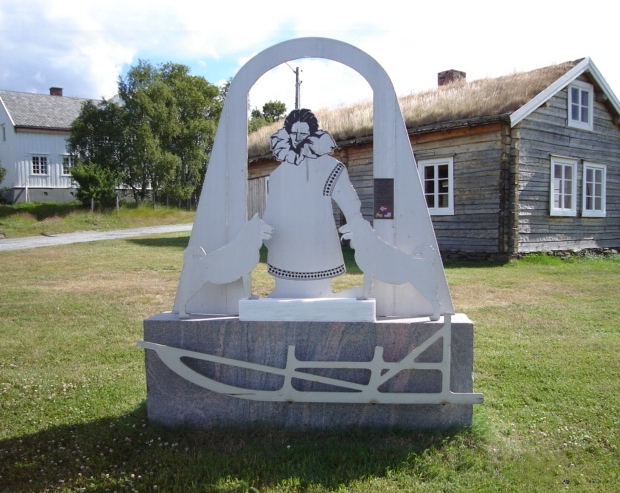
Denkmal für Leonhard Seppala im norwegischen Skibotn

Seppala und sein Leithund Togo, die die größte Distanz im Zuge der ersten Staffel zurückgelegt und das Serum fast doppelt so weit transportiert hatten wie jedes der anderen Teams, bekamen deutlich weniger Aufmerksamkeit als Kaasen und Balto. Ende 1926 zeigten sie sich auf Veranstaltungen von Seattle bis Kalifornien und über den Mittelwesten bis nach Neuengland. Sie traten für zehn Tage im Madison Square Garden in New York auf und erhielten eine Medaille von Roald Amundsen überreicht. Togo musste am 5. Dezember 1929 eingeschläfert werden, wurde präpariert und ist heute im Iditarod-Museum in Wasilla in Alaska ausgestellt. Seppala wurde in seinem Geburtsort, dem nordnorwegischen Dorf Skibotn, mit einem Denkmal geehrt.
Die anderen Fahrer, vor allem diejenigen mit indianischer Herkunft, wurden von den Medien weitgehend ignoriert, obwohl sie zwei Drittel der Distanz zurückgelegt hatten.
Die Geschichten der Hunde Balto und Togo lieferten die Vorlagen zu den gleichnamigen Filmen Balto (1995, Zeichentrickfilm) und Togo (2019).

## Etappen der ersten Staffel

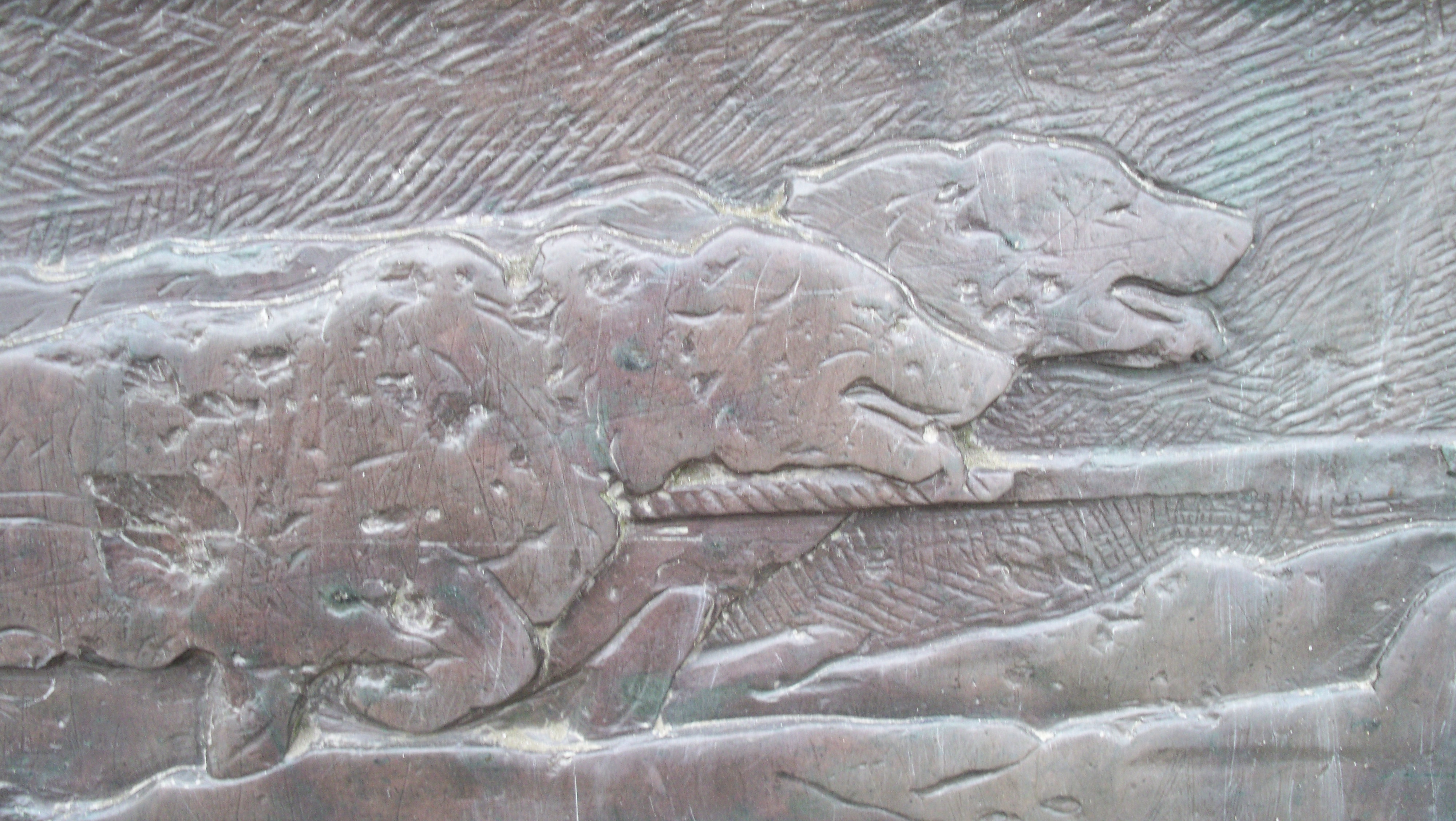
Detail des Balto-Denkmals im New Yorker Central Park

| Start      | Musher           | Strecke                           | Distanz |
| ---------- | ---------------- | --------------------------------- | ------- |
| 27. Januar | Bill Shannon     | Nenana nach Tolovana              | 84 km   |
| 28. Januar | Edgar Kallands   | Tolovana nach Manley Hot Springs  | 50 km   |
| 28. Januar | Dan Green        | Manley Hot Springs nach Fish Lake | 45 km   |
| 28. Januar | Johnny Folger    | Fish Lake nach Tanana             | 42 km   |
| 29. Januar | Sam Joseph       | Tanana nach Kallands              | 55 km   |
| 29. Januar | Titus Nikolai    | Kallands nach Nine Mile Cabin     | 39 km   |
| 29. Januar | Dan Corning      | Nine Mile Cabin nach Kokrines     | 48 km   |
| 29. Januar | Harry Pitka      | Kokrines nach Ruby                | 48 km   |
| 29. Januar | Bill McCarty     | Ruby nach Whiskey Creek           | 45 km   |
| 29. Januar | Edgar Nollner    | Whiskey Creek nach Galena         | 39 km   |
| 30. Januar | George Nollner   | Galena nach Bishop Mountain       | 29 km   |
| 30. Januar | Charlie Evans    | Bishop Mountain nach Nulato       | 48 km   |
| 30. Januar | Tommy Patsy      | Nulato nach Kaltag                | 58 km   |
| 30. Januar | Jackscrew        | Kaltag nach Old Woman Shelter     | 64 km   |
| 30. Januar | Victor Anagick   | Old Woman Shelter nach Unalakleet | 55 km   |
| 31. Januar | Myles Gonangnan  | Unalakleet nach Shaktoolik        | 64 km   |
| 31. Januar | Henry Ivanoff    | Shaktoolik bis vor Shaktoolik     | 0 km    |
| 31. Januar | Leonhard Seppala | Vor Shaktoolik nach Golovin       | 146 km  |
| 1. Februar | Charlie Olson    | Golovin nach Bluff                | 40 km   |
| 1. Februar | Gunnar Kaasen    | Bluff nach Nome                   | 85 km   |